# Nora Chesson
Eleanor Jane Nora Hopper Chesson, plus connue sous son nom de plume de Nora Chesson, née le 2 janvier 1871 à St Leonards, dans le Devon et morte le 14 avril 1906 à North Sheen (en) dans le comté du Surrey est une poète, romancière, librettiste, journaliste britannique et une des actrices du mouvement dit de la Renaissance de la littérature irlandaise.

## Biographie

### Jeunesse et formation

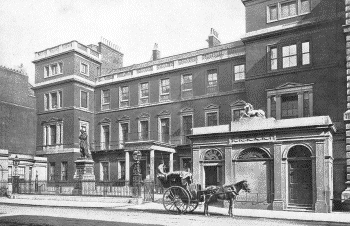
Cumberland House.

Eleanor Jane Nora Hopper Chesson est la fille du capitaine Harman Baillie Hopper, un officier Irlandais à la retraite du 31e régiment d'infanterie indigène du Bengale et  de Caroline Augusta Francis Hopper issue d'une famille Galloise. En 1871, peu de temps après sa naissance son père meurt.  Nora, sa mère et sa tante célibataire Sarah emménagent à Londres, plus précisément dans le district londonien de Kensington avant de s'installer dans le quartier de Londres, Notting Hill,.
Eleanor Nora Hopper a suivi ses études à la Cumberland House (en) dans le South Kensington où elle a notamment reçu une formation d'artiste peintre,.

### Carrière

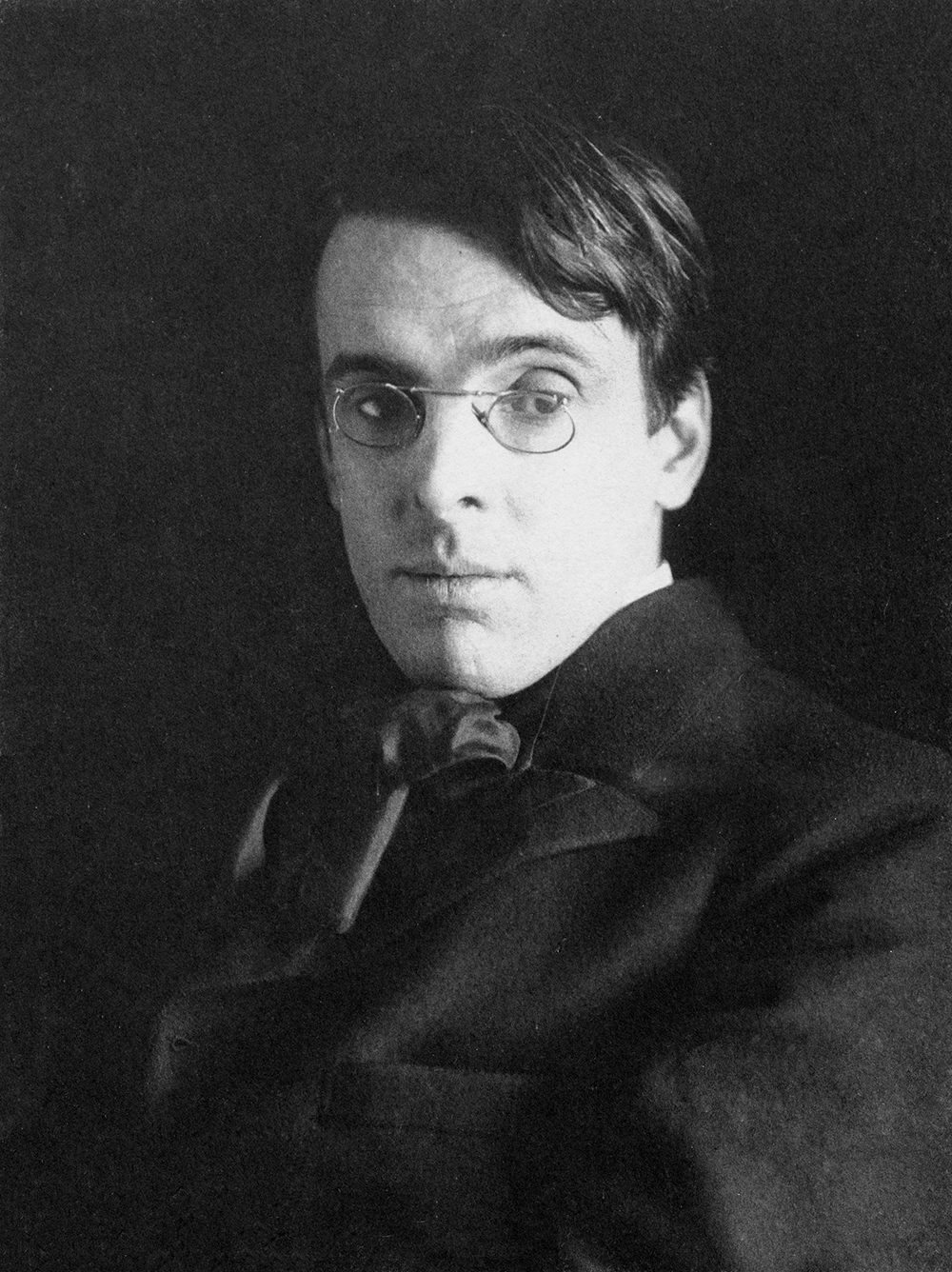
William Butler Yeats.

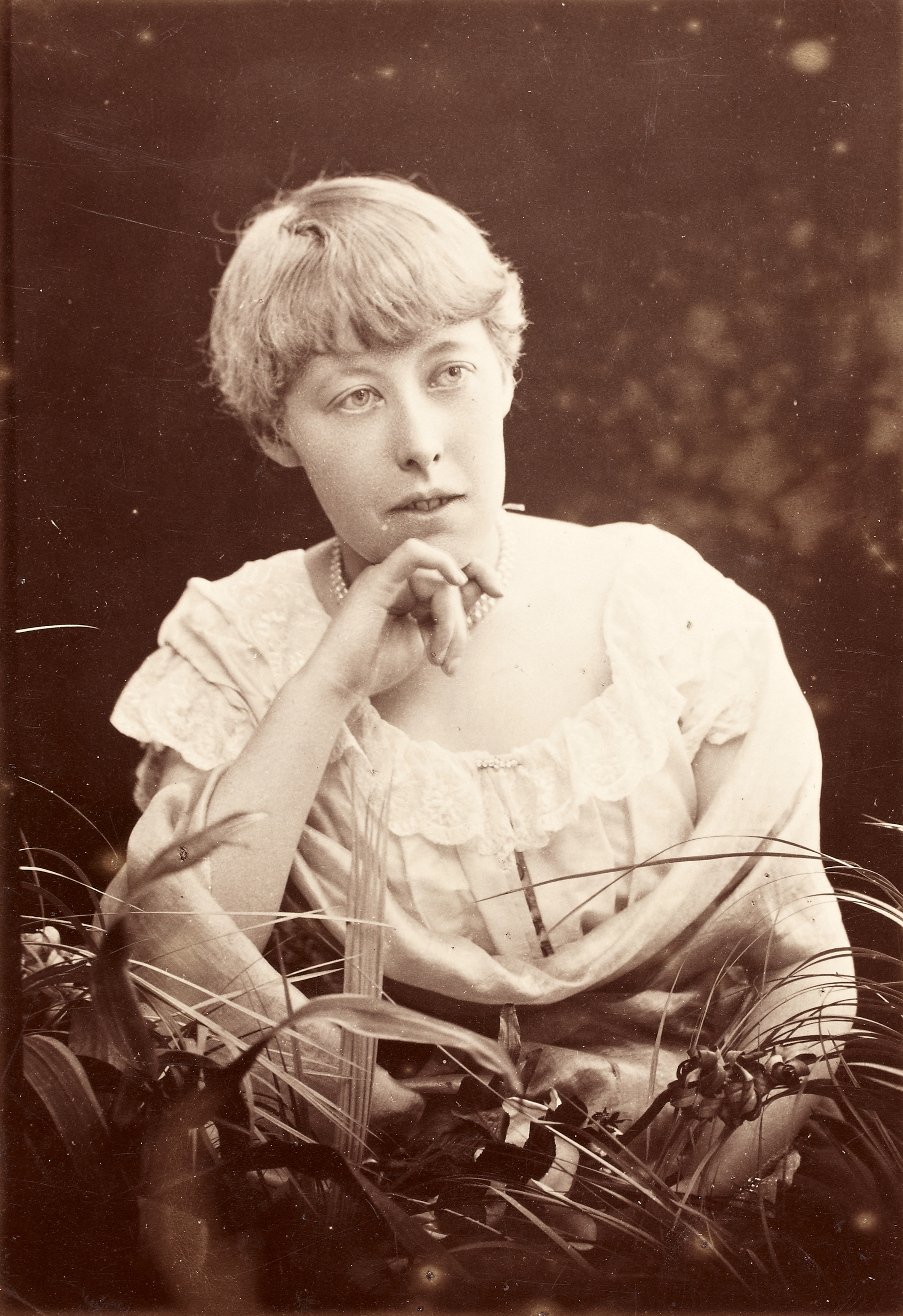
Katharine Tynan.

Eleanor Nora Hopper commence à composer des poèmes dès l'âge de 15 ans, son premier poèmes est publié en 1887 au sein du Family Herald (en), c'est le début d'une carrière fertile où elle publie poésies et nouvelles dans différents journaux et magazines comme  The Sketch, Household Words, le Chambers's Edinburgh Journal (en), le National Observer (Royaume-Uni), Pilot, The Yellow Book,.

#### La folkloriste
Parallèlement, Eleanor Nora Hopper étudie le folklore au British Museum, où pendant trois ans elle étudie les sagas islandaises   avec le soutien de deux bibliothécaires du musée : Richard Garnett et d'Alfred Perceval Graves (en),.

#### Ballads in Prose
Eleanor Nora Hopper publie son premier ouvrage Ballads in Prose en 1894, qui est relecture des contes de fées irlandais selon un style inspiré de l'esthétique de William Butler Yeats et de celle de Katharine Tynan. 
Ballads in Prose attire l'attention de William Butler Yeats, bien qu'il soit conscient que le style de bien des passages est empreint de son propre style, il n'en tient pas rigueur à Eleanor Nora Hopper, il met cela sur le compte de la passion et de l’inexpérience. Aussi, en 1895, aussi inégal et naïf que soit Ballads in Prose, William Butler Yeats classe ce recueil comme faisant partie des « meilleurs livres irlandais » et le considère comme « une création absolue, un petit livre tendre et enchanteur plein de style et de mélancolie sauvage »,.

#### La maturité,Under Quicken Boughs

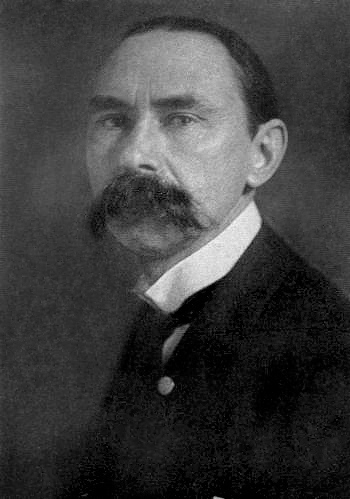
Douglas Hyde.

Avec la publication de Under Quicken Boughs, Eleanor Nora Hopper conforte son orientation en s'inscrivant dans la mouvance de la Renaissance de la littérature irlandaise et elle est invitée à lire ses poèmes auprès de l'antenne londonienne de l' Irish Literary Society (en) fondée par William Butler Yeats et  Douglas Hyde,. 
De nouveaux magazines et journaux lui ouvrent leurs pages tels que le The Folk-Lore Journal, le  Daily Express (Dublin) (en), The Anglo-Celt (en) , le Cornish Magazine, la New Ireland Review (en),. 

#### La vie dans le Surrey
Après son mariage en 1901 avec Wilfrid Hugh Chesson, Nora Chesson achète une résidence sise au 337, Sandycombe Road, à North Sheen dans le Surrey, résidence qui devient le lieu de sa famille, achat fait avec ses droits d'auteurs et ses revenus de lectrice pour des maisons d'éditions.
En dehors de son activité de lectrice, Nora Chesson publie divers articles pour l’hebdomadaire The Girl's Own Paper (en) et pour le mensuel Atalanta (magazine) (en),.

#### Diversification

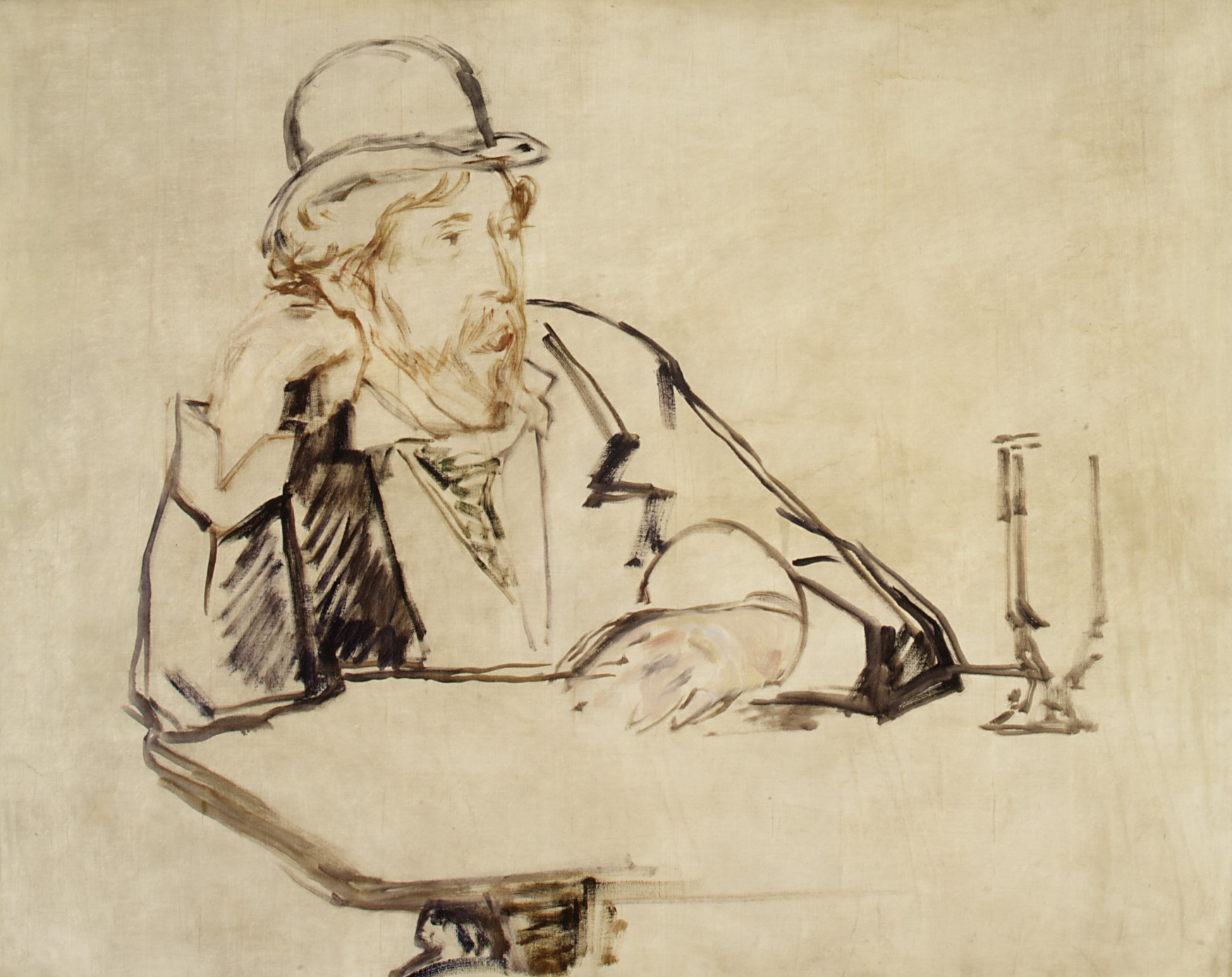
George Moore.

Le compositeur Thomas O'Brien Butler (en) contacte Nora Chesson pour qu'elle lui écrive le livret de son opéra Muirgheis (en) d'après le roman de George Moore. Dans un premier temps le livret devait être écrit en gaélique mais sous les pressions politiques, Nora Chesson le rédige en anglais. L'opéra est monté au Théâtre Royal de Dublin (en) en décembre 1903 avec des danseurs membres de la Ligue gaélique. L'opéra est traduit plus tard en irlandais par Tadhg Ó Donnchadha (en),,.
En 1904, son époux  Wilfrid Hugh Chesson est atteint par une dépression nerveuse qui met en danger les ressources financières de la famille, ce qui pousse Nora Chesson à écrire un roman The Bell and the Arrow qui est publié en 1905. Toujours en 1905, grâce à l'appui de G. K. Chesterton et E. V. Lucas, elle obtient un aide financière auprès de  Chesson fit une demande réussie au Royal Literary Fund, qui lui permet de faire un voyage en Irlande en septembre 1905,.

#### Une fin tragique
De retour à Londres, le 21 mars 1906, Nora Chesson  accouche de sa deuxième fille, Dagmar. Le 14 avril 1906, Nora Chesson décède chez elle à North Sheen des suites d'une fièvre puerpérale,. 

### Vie privée
Le 5 mars 1901, Eleanor Nora Hopper  épouse l'écrivain et journaliste Wilfrid Hugh Chesson qui travaille comme lecteur pour la maison d'édition T. Fisher Unwin. Le couple donne naissance à trois enfants Ann Caroline Spry (née en 1902), Dermot (né en 1904) et Dagmar (née en 1906),,.

## Œuvres
Quand une œuvre est suivie d'un identifiant ISBN, cela signifie qu'elle a fait l'objet de rééditions récentes souvent sous forme de fac-similé, l'identifiant est celui, en principe, de la réédition la plus récente, sans préjuger d'autres rééditions antérieures ou ultérieures. La lecture en ligne est généralement celle de la publication originale.

### Recueils de poésie
- Ballads in prose, Londres, John Lane, 1894, 220 p. (ISBN 9781359682093, lire en ligne),
- Under Quicken Boughs, Londres, John Lane, 1866, 168 p. (ISBN 9780530579627, lire en ligne),
- Songs of the Morning, Londres, Grant Richards, 1900, 176 p. (ISBN 9781331735250, lire en ligne),
- Aquamarines, Londres, Grant Richards, 1902, 267 p. (ISBN 9780649061105, lire en ligne),
- Selected Poems : Dirge for Aoine and others Poems, Londres, Alston. Rivers, 1906, 214 p. (OCLC 945816, lire en ligne),

### Contes
- Tales from Tennyson (ill. Frances Brundage & M. Bowley), Londres, Raphael Tuck & Sons, 1914, 114 p. (ISBN 9780243286348, lire en ligne),

### Roman
- The Bell and the Arrow: an English love story, Londres, T. Werner Laurie, 1905, 258 p. (OCLC 1063096770),

## Pour approfondir

#### Notice dans des encyclopédies ou manuels de référence
- (en) Oxford Dictionary National Biography Volume 28, Oxford, Oxford University Press, 2004, 1006 p. (ISBN 9780198613787, lire en ligne), p. 82-83. ,
- (en) Frances Clarke, « Chesson, Eleanor (‘Nora’) » , sur Dictionary of Irish Biography, octobre 2009. ,

#### Articles anglophones dans des revues académiques
- Cornelius Weygandt, « The Irish Literary Revival », The Sewanee Review, vol. 12, no 4,‎ octobre 1904, p. 420-431 (12 pages) (lire en ligne ),
- Ugo Mursia, « Of Joseph Conrad's Literary Talent », Conradiana, vol. 4, no 2,‎ 1972, p. 5-22 (18 pages) (lire en ligne ),
- Axel Klein, « Celtic Legends in Irish Opera, 1900-1930 », Proceedings of the Harvard Celtic Colloquium., vol. 24/25,‎ 2004-2005, p. 40-53 (14 pages) (lire en ligne ),
- Alan Lupack, « Popular Images Derived from Tennyson's Arthurian Poems », Arthuriana, vol. 21, no 2,‎ été 2011, p. 90-118 (29 pages) (lire en ligne ),
- (en) Kenneth Keating, « "The Reductive Logic of Domination": Narratives and Counter-Narratives in Irish Poetry Anthologies », New Hibernia Review / Iris Éireannach Nua, vol. 21, no 1,‎ printemps 2017, p. 104-122 (19 pages) (lire en ligne ),
- Fired! Irish Women Poets and the Canon, « Preambule of the Pledge », The Poetry Ireland Review, no 124,‎ avril 2018, p. 34-36 (3 pages) (lire en ligne ),